# Jan Zarzycki (histolog)
Jan Piotr Zarzycki (ur. 25 kwietnia 1921 we Lwowie, zm. 13 października 2005) – polski histolog, profesor nauk medycznych. Ojciec Jana Zarzyckiego profesora nauk technicznych..

## Życiorys
Kształcił się we Lwowie i w tym mieście ukończył Akademię Medycyny Weterynaryjnej. W 1945 przeniósł się z rodziną do Wrocławia, gdzie rozpoczął pracę w Katedrze Histologii i Embriologii wspólnej dla Wydziału Lekarskiego oraz Wydziału Medycyny Weterynaryjnej Uniwersytetu i Politechniki we Wrocławiu. Początkowo pracował jako asystent, a później do 1950 jako starszy asystent. W 1951 otrzymał stopień doktora i od 1952 do 1955 pracował jako adiunkt na Wydziale Medycyny Weterynaryjnej.
W latach 1957–1966, jako zastępca profesora, był kierownikiem Zakładu Histologii i Embriologii Wydziału Weterynaryjnego Akademii Rolniczej we Wrocławiu i pracownikiem Katedry Histologii i Embriologii Akademii Medycznej we Wrocławiu, a w latach 1964–1990 kierownikiem Katedry i Zakładu Histologii i Embriologii Akademii Medycznej we Wrocławiu. Na Wydziale Lekarskim pełnił jednocześnie funkcję prodziekana (1957–1960 i 1963–1967) oraz dziekana (1967–1972). Po uzyskaniu habilitacji w 1962 r. został mianowany na stanowisko docenta (1963), a w 1969 otrzymał tytuł profesora. W latach 1972–1981 sprawował funkcję prorektora ds. nauki Akademii Medycznej.
Autor 140 artykułów i podręcznika Histologia zwierząt domowych i człowieka oraz współautor podręcznika Anatomia mikroskopowa zwierząt domowych i człowieka. Jego praca naukowa skupiała się na histologii, histochemii oraz ultrastrukturze gruczołu mlekowego. Jako pierwszy w Polsce stosował metody krioultramikrotomii w ocenie funkcji komórek wydzielniczych gruczołu mlekowego. Był członkiem Polskiego Towarzystwa Fizjologicznego, Polskiego Towarzystwa Anatomicznego, Polskiego Towarzystwa Histochemików i Cytochemików, Europeenne et Mediteraenne de Proctologie, Anatomische Gesellschaft.
Odznaczony został Krzyżem Kawalerskim Orderu Odrodzenia Polski, Złotym Krzyżem Zasługi, Medalem Komisji Edukacji Narodowej i Nagrodą Miasta Wrocławia.
Zmarł w 2005 r. i został pochowany na cmentarzu św. Wawrzyńca przy ul. Bujwida we Wrocławiu.

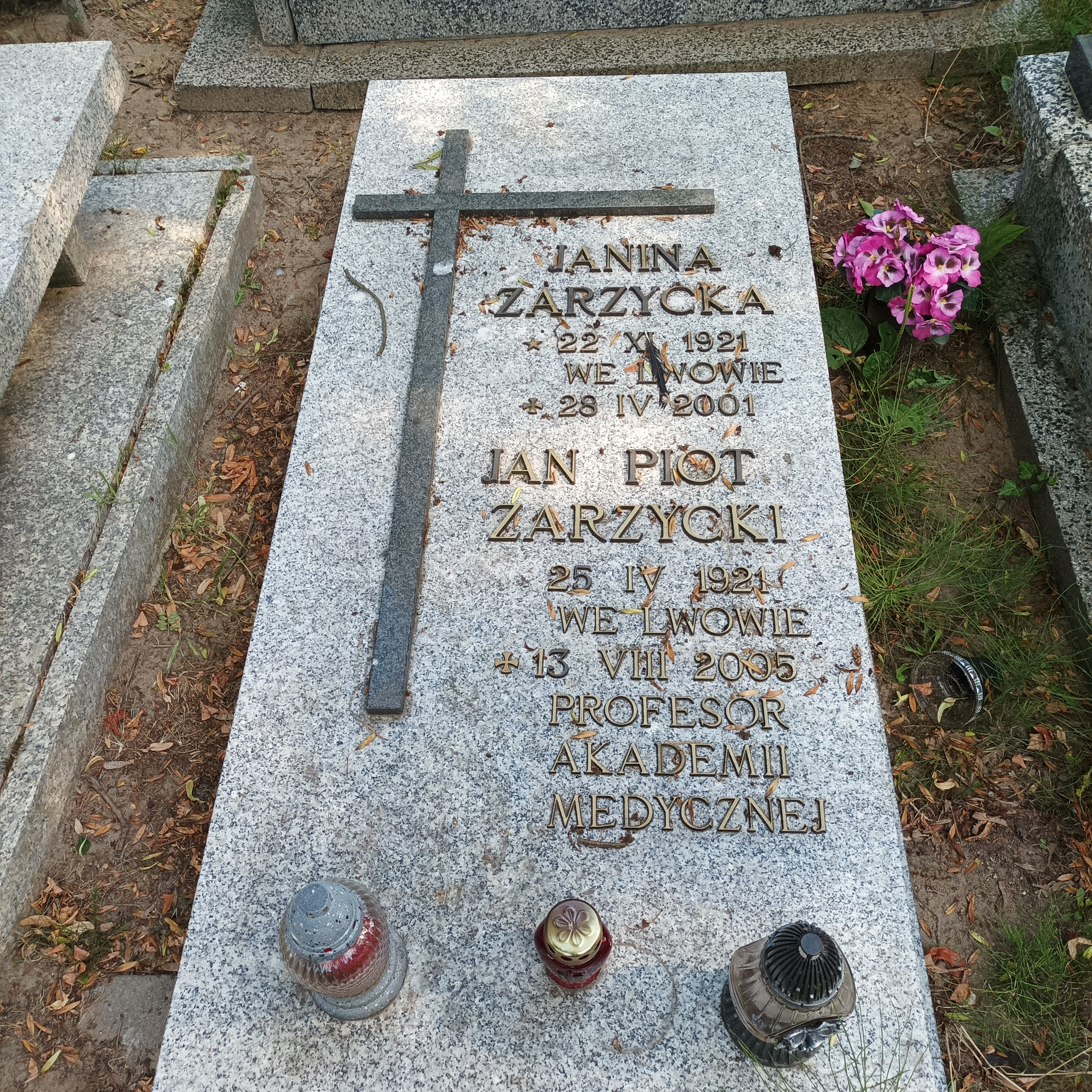
Grób prof. Jana Piotra Zarzyckiego na cmentarzu św. Wawrzyńca we Wrocławiu